# Livgardets minnesstenar
Livgardets minnesstenar är minnesmärken resta till minne av de förband vars traditioner förs vidare av Livgardet, Försvarsmakten.

## Infanteriets stenar

### Svea Livgardes sten i Stockholm
Står i Gustaf Adolfsparken i Stockholm och restes 1890 till minne av Svea Livgarde.
Inskription framsida: MED GUD
FÖR
KONUNG OCH FOSTERLAND
×
TILL
MINNE AF DE TAPPRE
SOM UNDER
LIFGARDETS,
GULA BRIGADENS,
LIFGARDETS TILL FOT,
BLÅ OCH GULA LIFGARDETS
OCH SVEA LIFGARDES FANOR
OFFRAT BLOD OCH LIF.
BEFRIELSEKRIGET 1521
RYSSLAND 1613–1617. LIVLAND, KURLAND OCH
PREUSSEN 1617–1629. TYSKLAND 1630–1648. SKÅNE
1644–1645. PREUSSEN OCH DANMARK 1655–1660.
HALLAND, SKÅNE OCH BLEKINGE 1675–1679.
SELAND 1700. RYSSLAND 1700–1709.
KURLAND, LITAVEN, POLEN OCH SACHSEN 1701–1706.
NORGE 1718. FINLAND 1741–1743. POMMERN 1757–1762.
FINLAND 1788–1790. POMMERN 1805–1806.
FINLAND OCH WESTERBOTTEN 1808–1809.
TYSKLAND OCH BELGIEN 1813–1814. NORGE 1814
Inskription frånsida: BEFÄL OCH TRUPPER
RESTE STENEN
D. 7 SEPT. 1890.
ÖVERLÄMNADES I STOCKHOLM STADS VÅRD
AV
KUNGLIGA LIVGARDET VID DESS FLYTT
TILL ULRIKSDAL D. 5 OKT. 1946

### Minnessten över löjtnant G Cronstedt på Järvafältet
Står strax väster om Bögs gård på Järvafältet.
Gabriel Cronstedt var fänrik vid Kungl. Svea Livgarde 1918. Han fick avsked för deltagande i finska frihetskriget. Där ingick han i Svenska brigaden 1918-02-12. Cronstedt tjänstgjorde under offensiven mot Viborg dels i östarméns stab, dels som kompani- och bataljonschef. General Mannerheim gav Cronstedt ett erkännande för insatsen vid dessa strider i ett telegram direkt till sekundchefen vid Kungl. Svea Livgarde. Cronstedt återinträdde i tjänst som löjtnant 1920-10-11.
Inskription:
LÖJTNANTEN VID KUNGL. SVEA LIVGARDE FRIH GABRIEL CRONSTEDT FÖLL HÄR FÖR VÅDASKOTT DEN 24 MAJ 1921. KUNGL. SVEA LIVGARDES OFFICERSKÅR RESTE STENEN

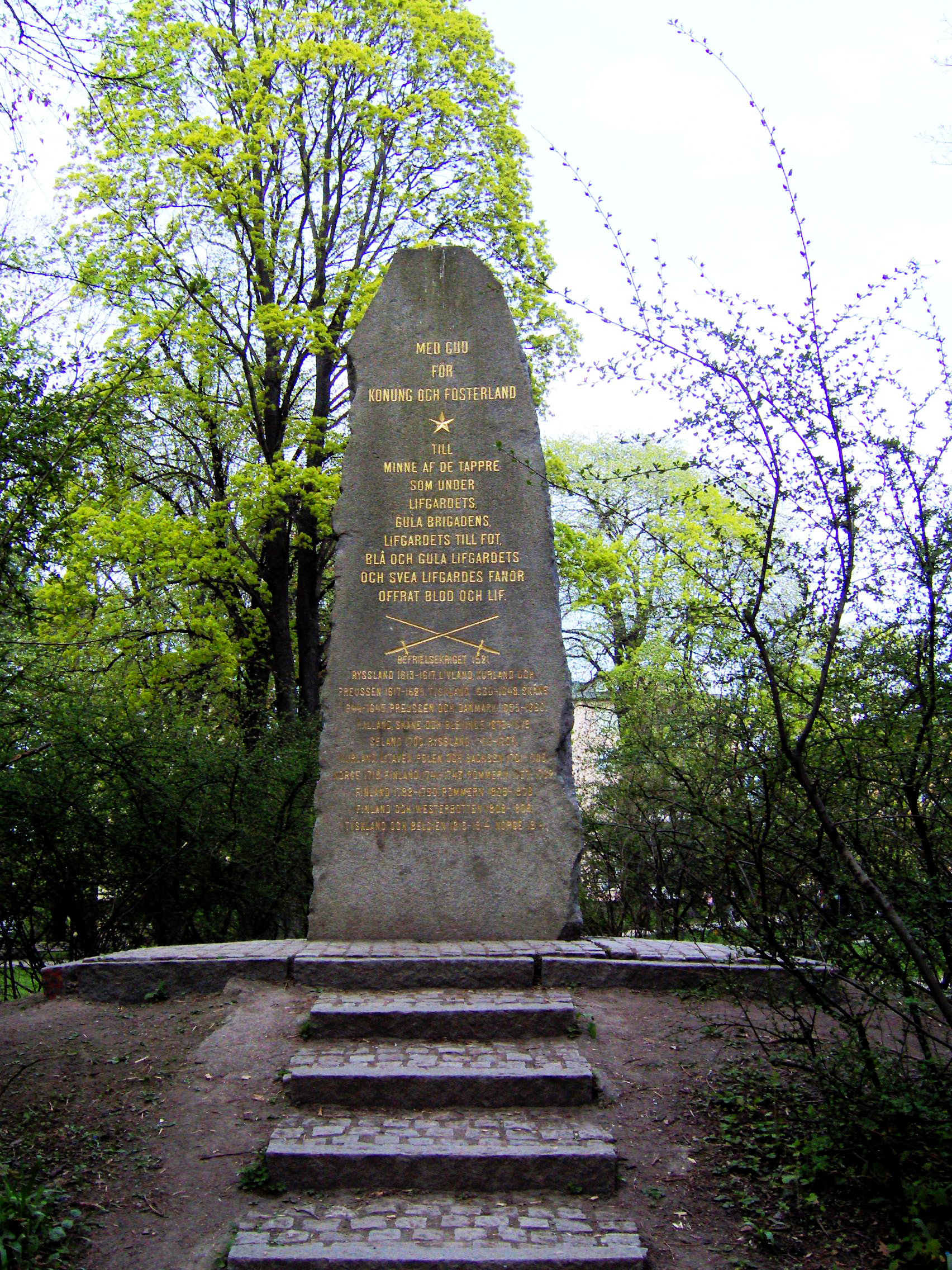
Svea Livgardes sten i Gustav Adolfsparken
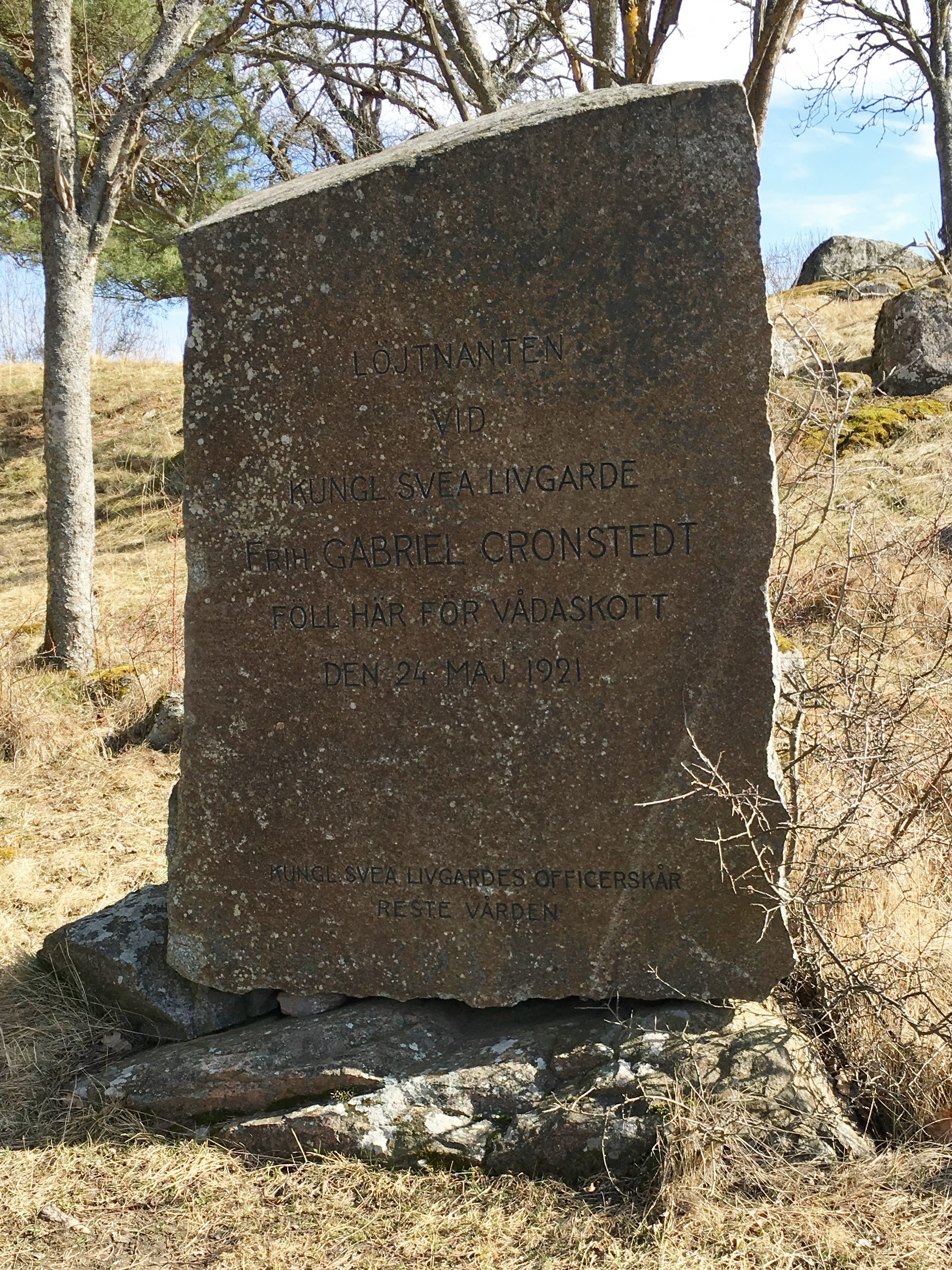
Minnessten över löjtnant G Cronstedt på Järvafältet

## Kavalleriets stenar

### Regementsstenar

#### Livgardet till Hästs sten på Lidingövägen
Står framför kavallerikasernen på Lidingövägen i Stockholm och restes 1927 till minne av Livgardet till Häst.
Inskription: Kungl Lifgardet till häst var här förlagt åren 1897-1927

#### Livgardet till Hästs sten i Borgå (Finland)
Står i Rådhustorgets NO hörn i Borgå och restes till minne av Livgardet till Häst förläggning i Finland.
Inskription: FINSKA LÄTTA DRAGONKÅREN
SEDERMERA KONUNGENS LIFGARDE
TILL HÄST VAR FÖRLAGT I BORGÅ
1770-1777
SUOMEN KEVYET RAKUUNAT,
SITTEMMIN KUNINKAN
RATSASTAVA HENKIKARTTI,
OLI SIJOITEITTUNA PORVOOSSEN
1770-1777

#### Livregementets dragoners sten vid Djurgårdsbrunnsviken
Står vid Museivägen vid Djurgårdsbrunnsviken i Stockholm och avtäcktes den 12 oktober 1962 av överste Carl Björnstierna till minne av Livregementets dragoner.
Inskription framsida: Kungl Livregementets Dragoner vapenövades på Ladugårdsgärdet 1827-1927 samt voro här förlagda 1891-1927×Livdragoner reste stenen
Inskription baksida: Regementets föregångare voro Upplands-fanan 1561-1620×Upplands ryttare 1621-1666×Konungens Liv-regemente till häst 1667-1791×Livregementsbrigadens Kyrassiärkår 1791-1815×Livregementets dragonkår 1815-1891×Segernamnen tälja att de väl tjänat Konung och Fädernesland

#### Livregementet till hästs sten på Lidingövägen
Står framför kavallerikasernen på Lidingövägen i Stockholm och restes 1955 till minne av Livregementet till häst.
Inskription: Kungl Livregementet till häst 1928-1949

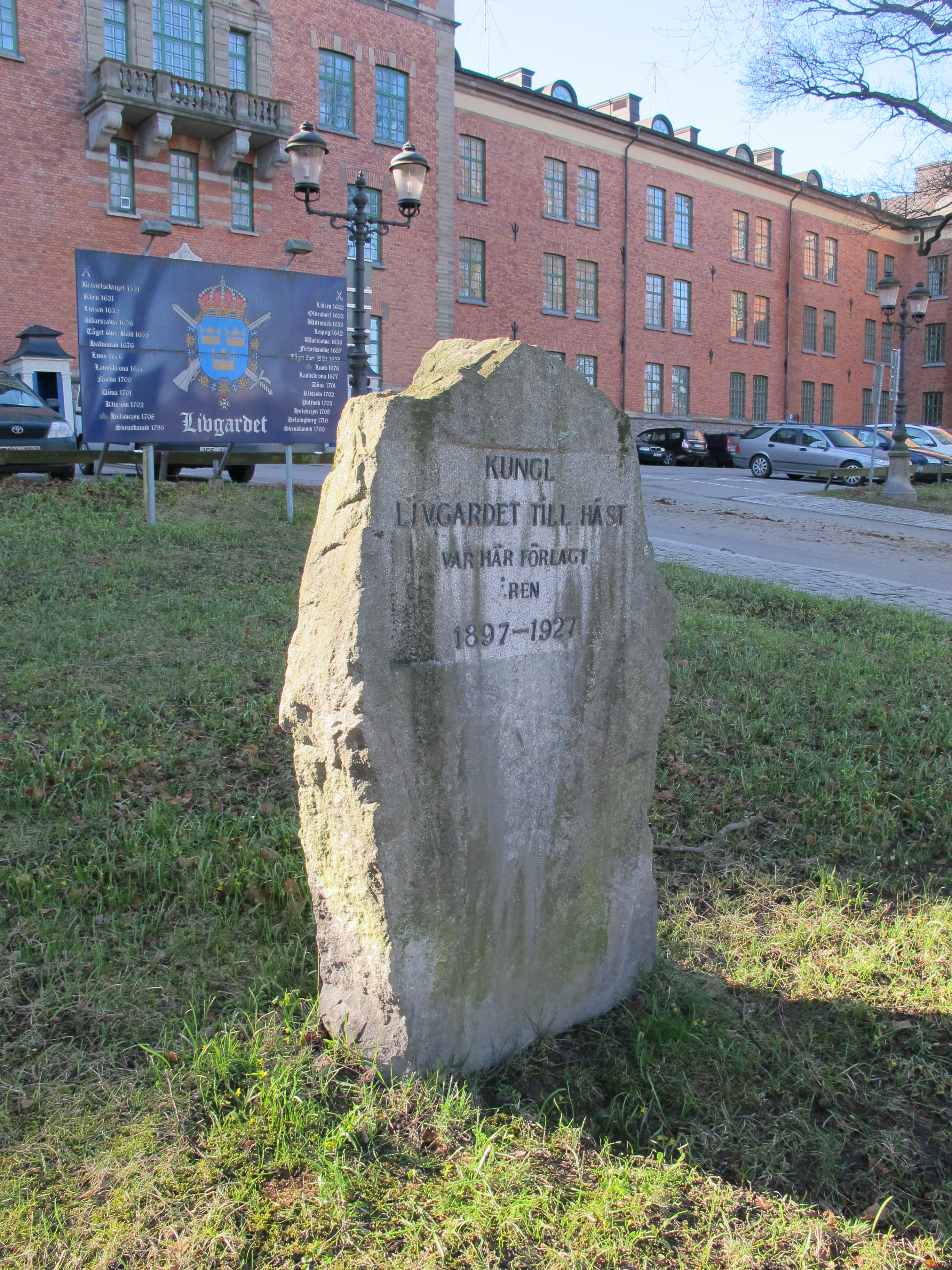
Livgardet till hästs sten på Lidingövägen
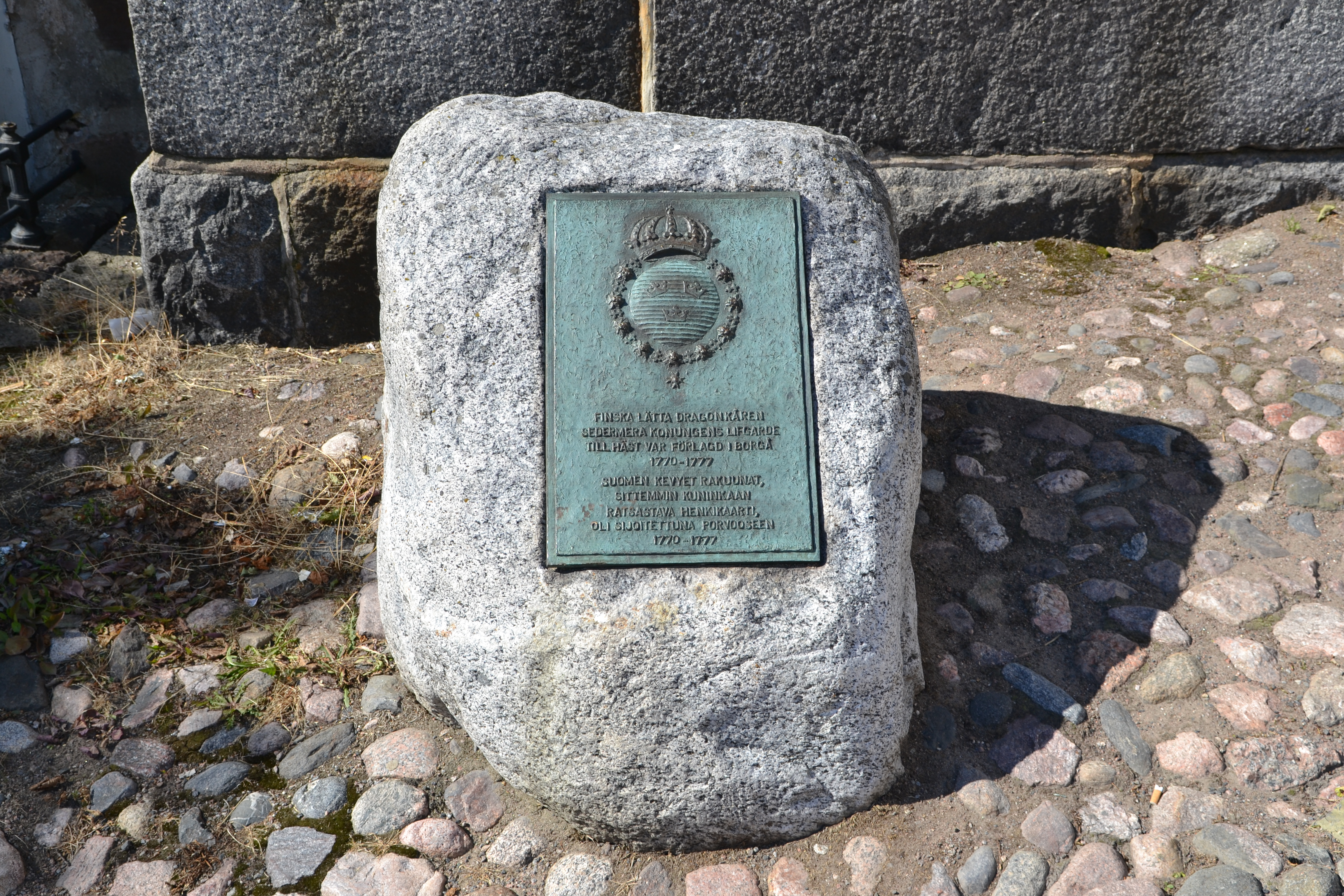
Livgardet till hästs sten i Borgå, Finland.
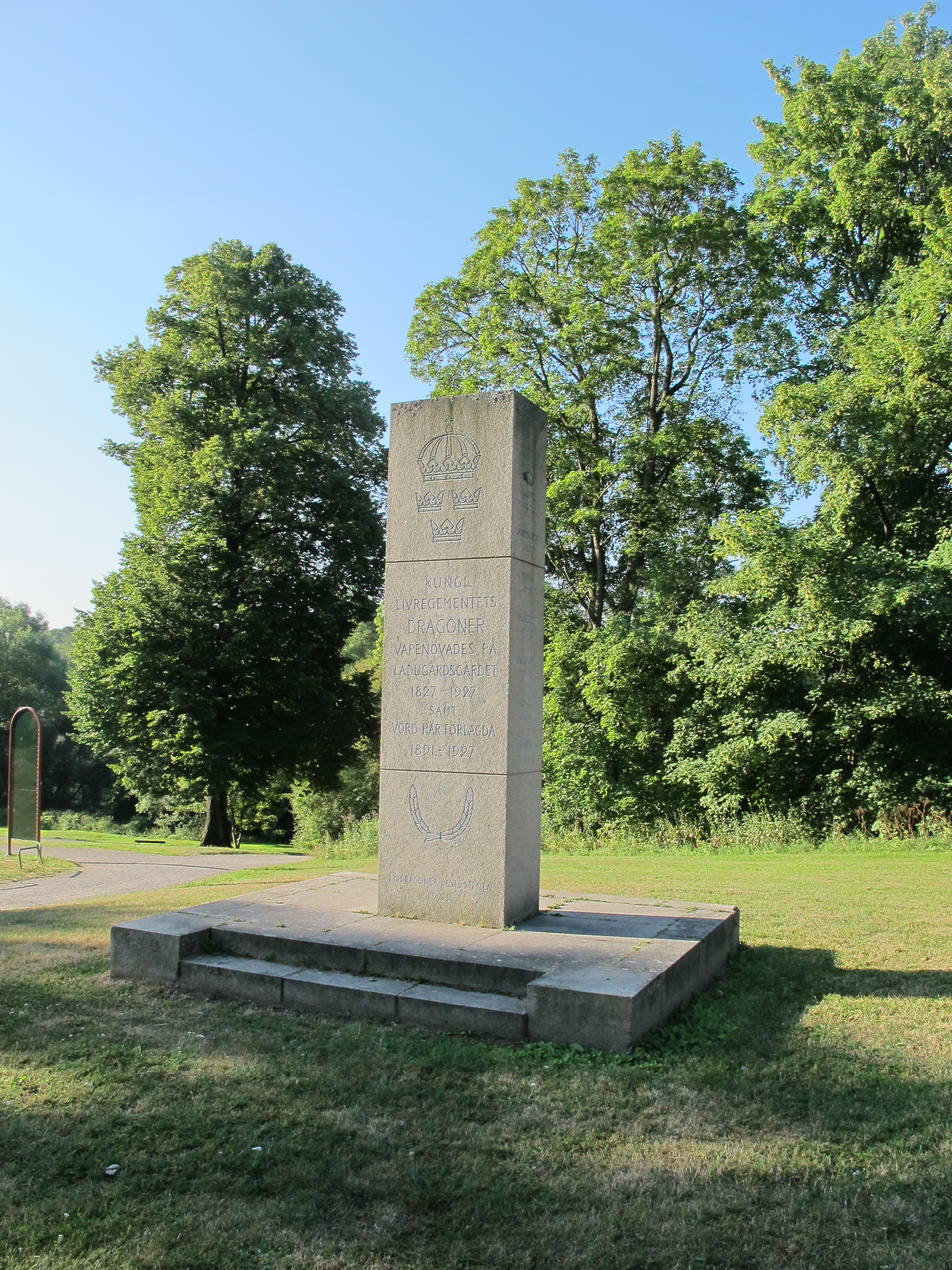
Livregementets dragoners sten vid Djurgårdskanalen.
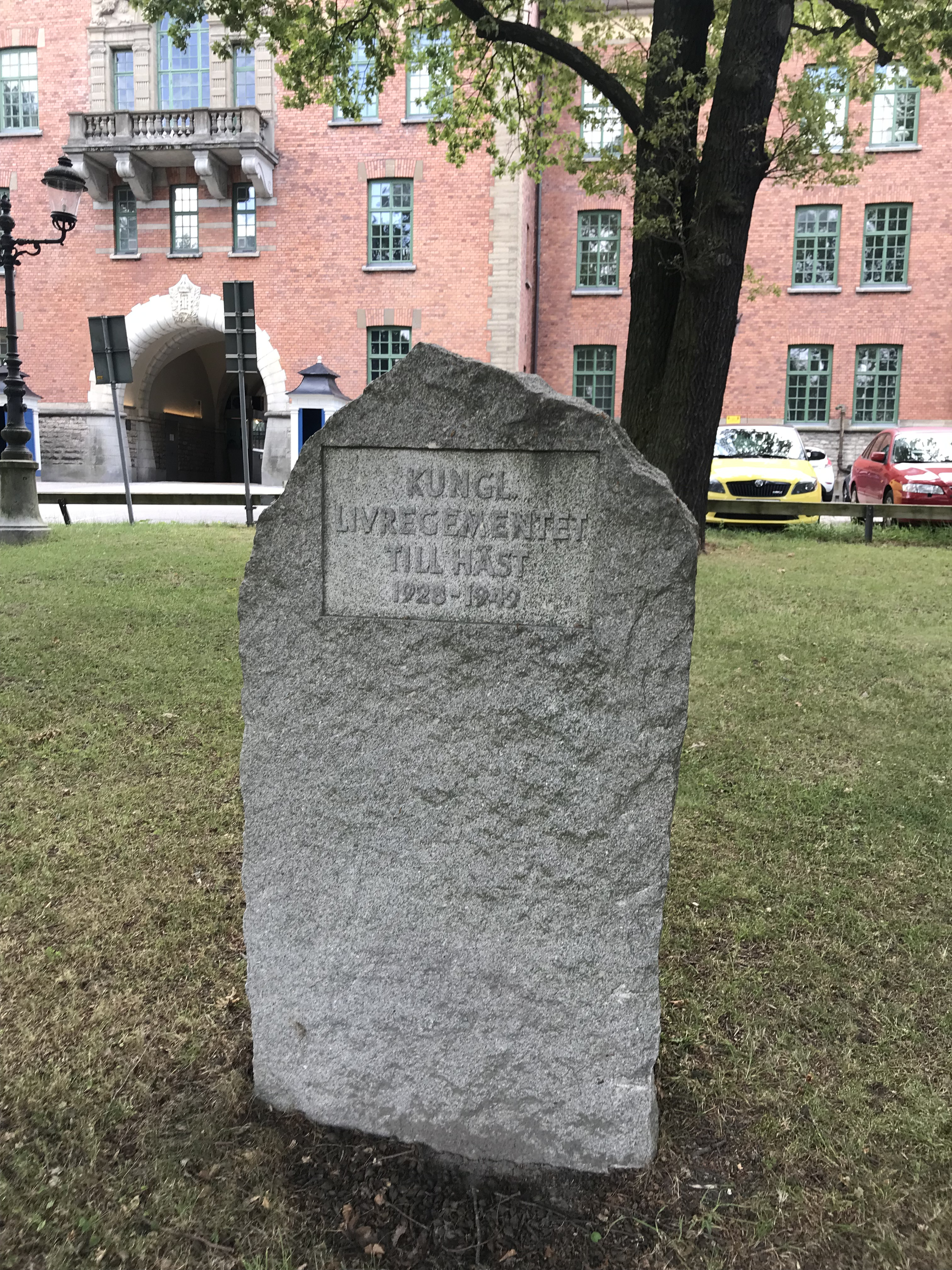
Livregementet till hästs sten på Lidingövägen.

### Skvadronsstenar

#### Livskvadrons sten i Rotebro
Står vid Rotsunda torg i Rotebro och avtäcktes den 4 juni 1930 av sekundchefen öv Göran Gyllenstierna till minne av Livskvadron. Det är den äldsta av kavalleriets stenar och prins Gustav Adolf höll högtidstalet.
Inskription: Livskvadronen av Livregementet till häst använde Rotebro som samlingsplats från Karl XI:s tid till 1908

#### Livkompaniets sten i Märsta
Finns i Arenberga i Husby-Ärlinghundra socken (100 m NNO om korsningen Solrosvägen - Bussgata) och avtäcktes den 11 augusti 1946 av sekundchefen C A Thorén till minne av Livkompaniet. Kyrkoherde Wilhelm Palm i Odensala förrättade korum.
Inskription: Livkompaniet av Kungl. Livregementet till häst hade här sin mötes- och övningsplats åren 1687-1791. Sentida efterföljare reste stenen 1946

#### Sigtuna skvadrons sten i Bålsta
Står i Bålsta i Yttergrans socken och avtäcktes den 20 augusti 1931 av sekundchefen R von der Lancken till minne av Sigtuna skvadron. Stenen är huggen och ristad av dragonen nr 16 Johan Victor Alm, siste ryttaren för Åhlsta rusthåll på Sigtuna skvadron.
Inskription: Sigtuna skvadron av Kungliga Livregementet hade här sin samlingsplats intill 1908

#### Roslags skvadrons sten i Vämlinge
Står vid fotbollsplanen i Vämlinge (Wemblinge eller Wämblinge) i Estuna socken vilket var skvadronens gamla övningsplats från 1695. Stenen avtäcktes 1932 av landshövding Nils Edén till minne av Roslags skvadron. Initiativtagare var Alrik Mattsson.
Inskription: Roslags skvadron av Kungl. Livregementet till häst samlades och övades vid Vemblinge under 1600-, 1700- och 1800-talen

#### Norra Upplands skvadrons sten i Gamla Uppsala
Står i Gamla Uppsala och avtäcktes den 12 juni 1949 av C A Thorén till minne av Norra Uplands skvadron. Stenen är huggen i uppländsk granit efter en ritning av arkitekt Viking Göransson.
Inskription: Åt minnet av Norra Uplands skvadron av Kungl. Livregementes dragoner. I Gamla Upsala by har skavdronen samlats till uppbrott för vapenövning och rikets försvar. Kungl. Livregementets till häst kamratförening reste stenen 1949

#### Uppsala skvadrons sten på Polacksbacken
Står på Polacksbacken i Uppsala och avtäcktes den 3 juni 1945 till minne av Upsala skvadron och Upplands ryttare. Stenen är huggen i uppländsk granit efter en ritning av arkitekt Viking Göransson.
Inskription: Åt minnet av Upsala skvadron av Kungliga Livregementets Dragoner. Uppländskt rytteri har här av ålder vapenövats. Kungl. Livregementets till häst kamratförening reste stenen 1945

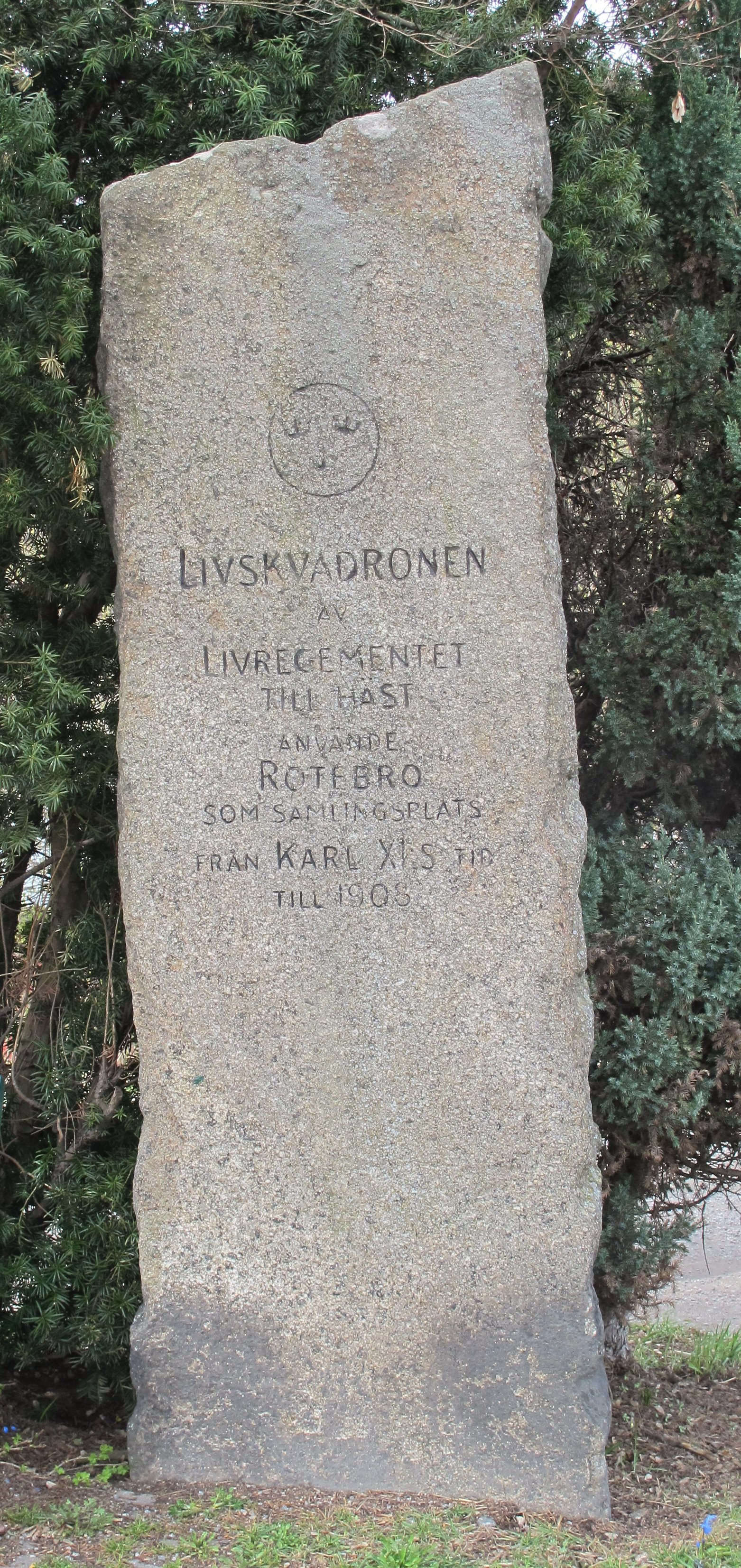
Livskvadrons sten i Rotebro
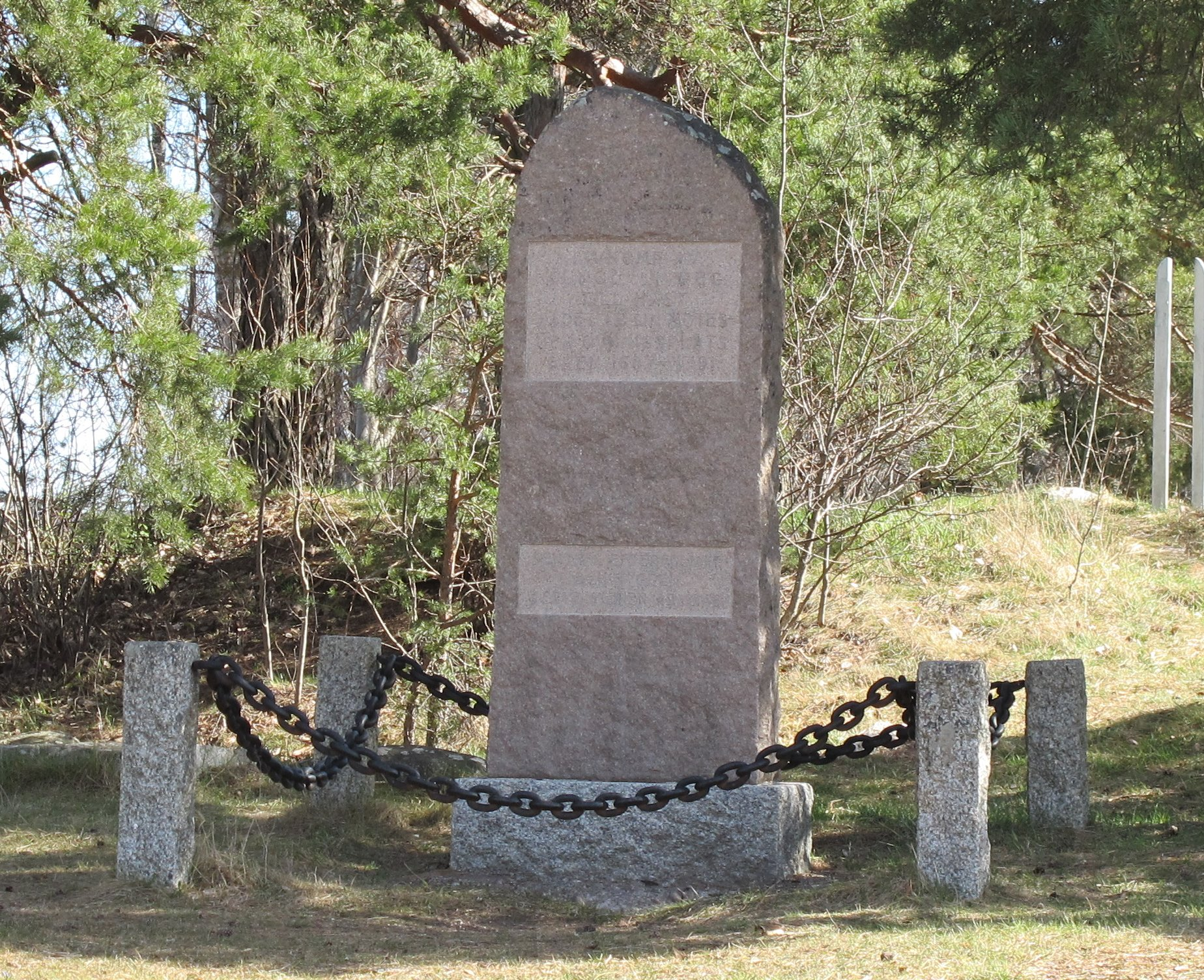
Livkompaniets sten i Märsta
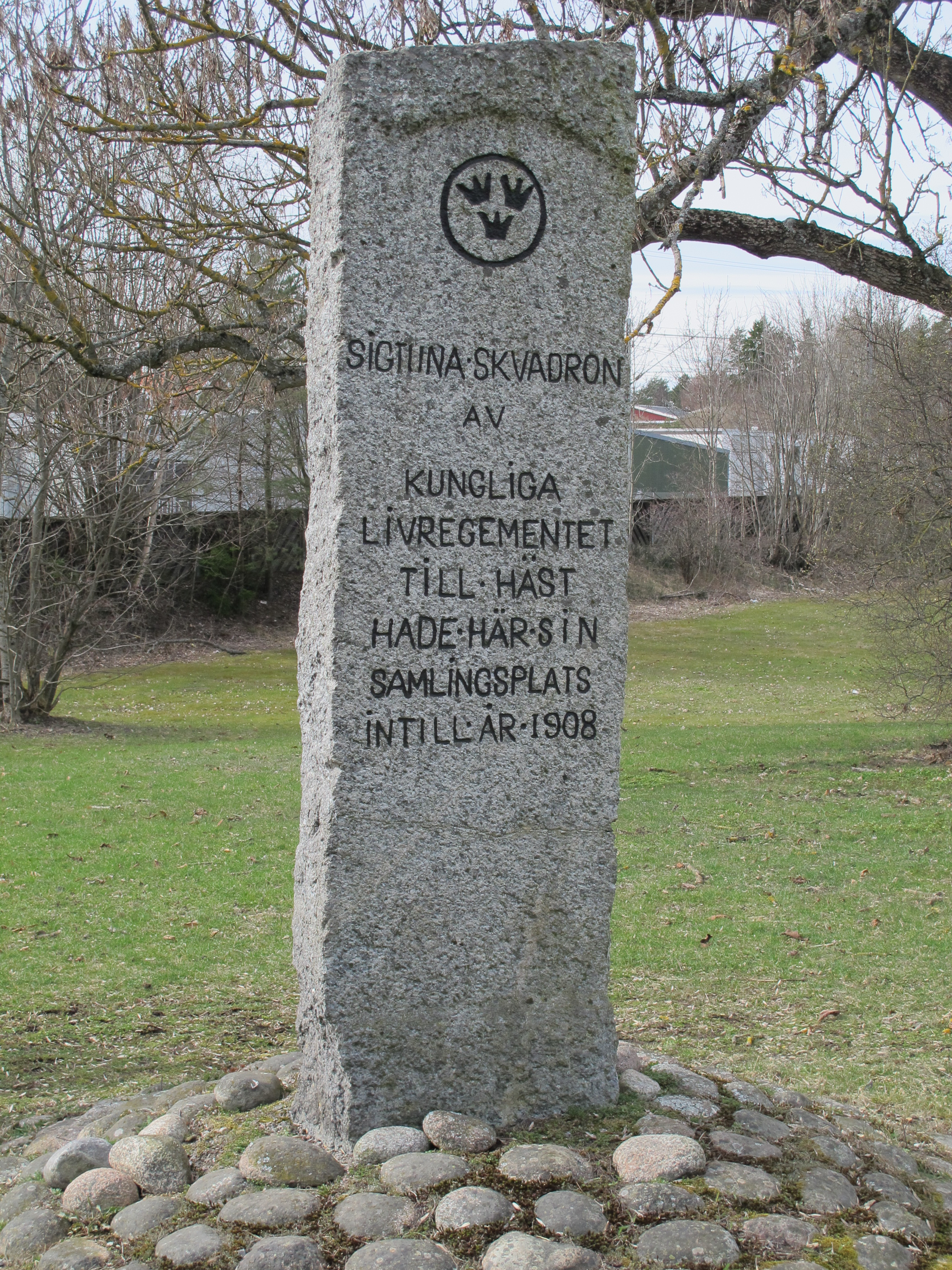
Sigtuna skvadrons sten i Bålsta
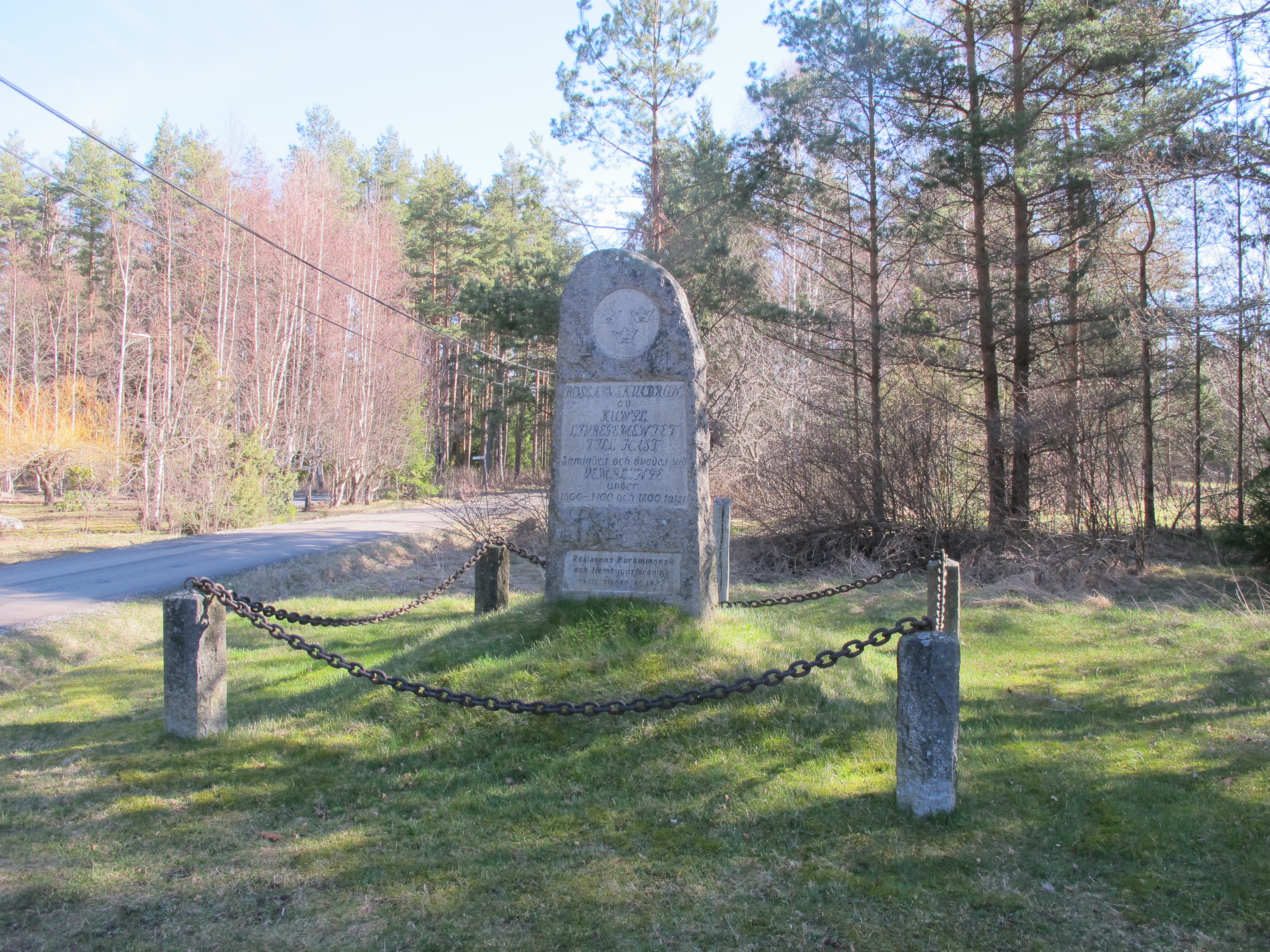
Roslags skvadrons sten i Vämlinge
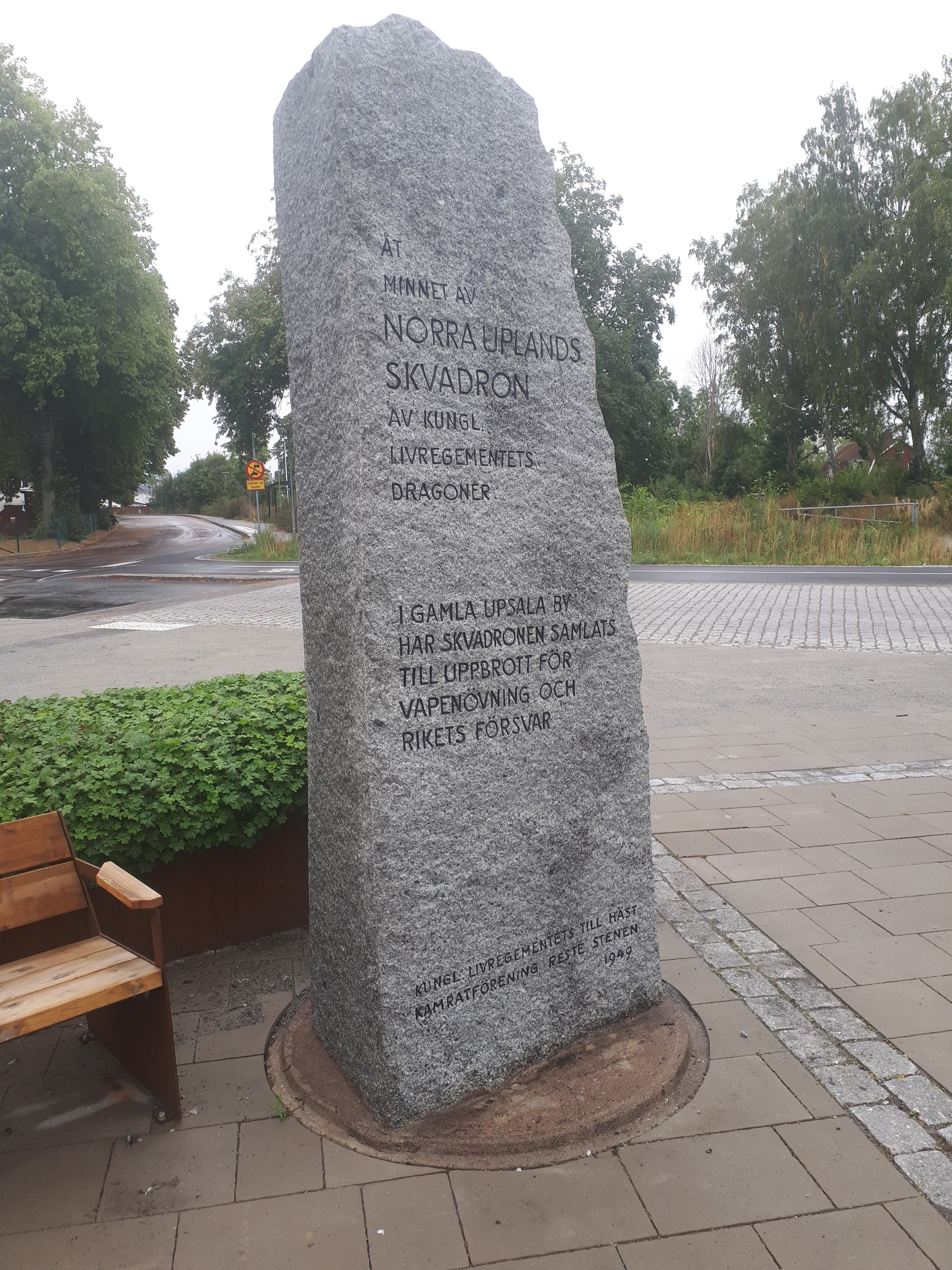
Norra Upplands skvadrons sten i Gamla Uppsala
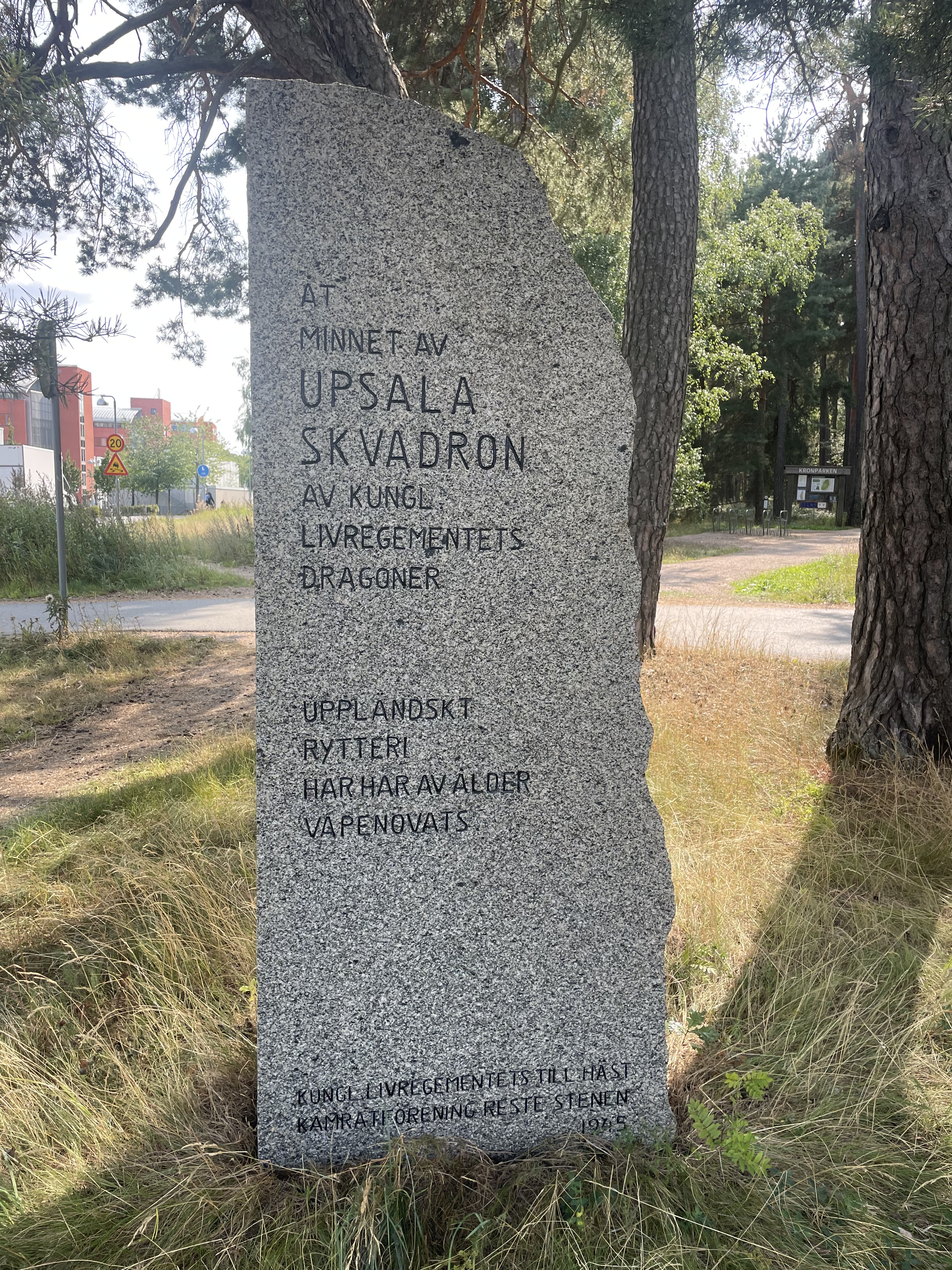
Uppsala skvadrons sten på Polacksbacken

### Övriga stenar

#### Färnebo ryttares sten
Står vid Gammelbyn, Koversta, Östfärnebo. Avtäcktes den 14 augusti 1988. Stenen minner om de fem dragoner som hade sitt rusthåll inom socknen och tillhörde Norra Upplands skvadron.
Inskription: 
Framsidan: Till minnet av FERNEBO RYTTARE som tjänstgjort vid Upplands Ryttare och Livregementet till häst 1683 - 1909. Österfärnebo Hembygdsförening 1988

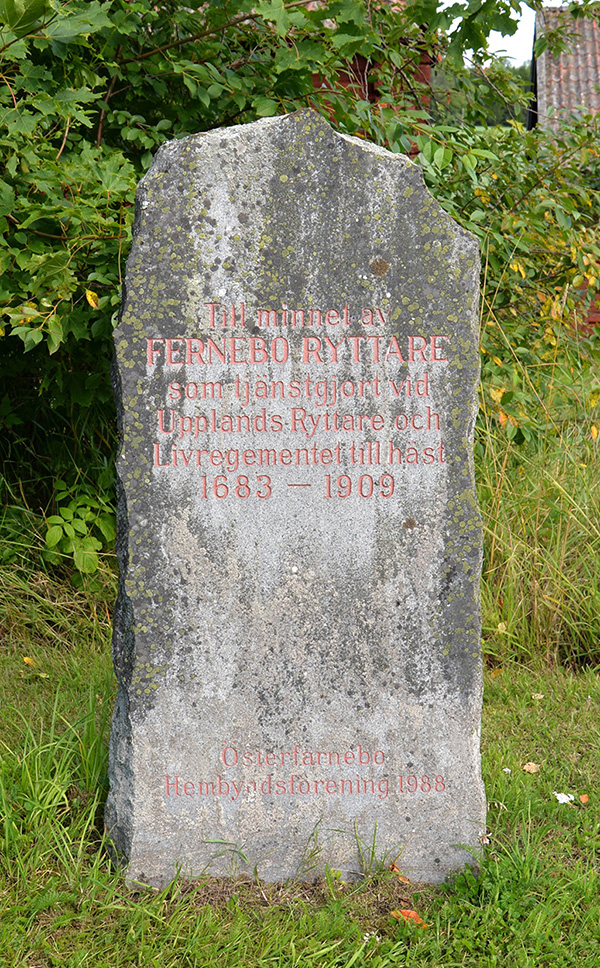
Minnessten över Fernebo Ryttare

#### Dragonstenen vid Drottningholm
Står på Lovön, Ekerö kommun, nära Drottningholms slott, nordöst om Ekerövägen i Långa radens förlängning västerut.
Inskription: 
Framsidan: HÄR VORO FÖRLAGDA DELAR AV KUNGL. LIVREGEMENTETS DRAGONKÅR 1818 - 1881
OCH
KUNGL. NORRLANDS DRAGONREGEMENTE 1894 - 1901

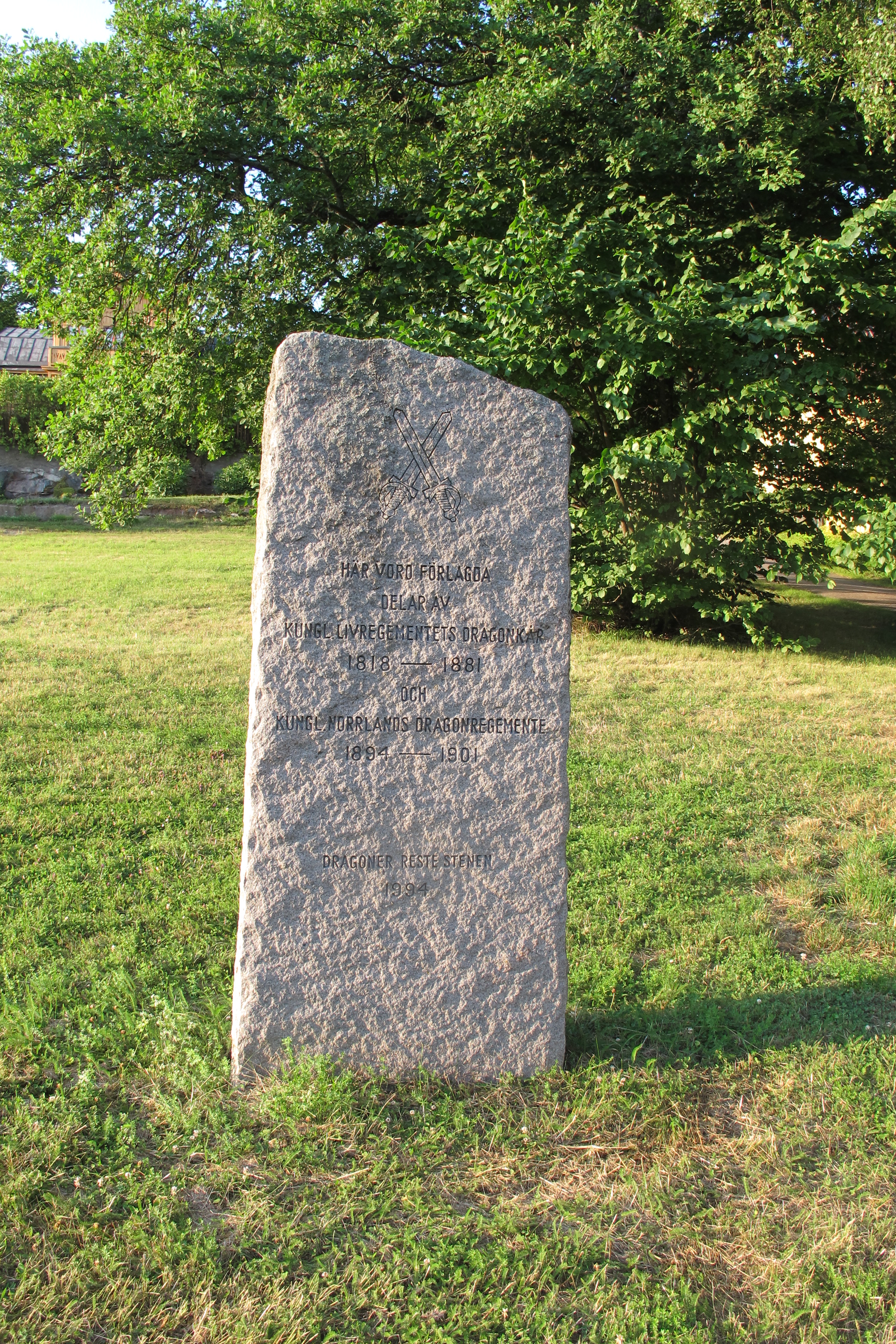
Dragonstenen vid Drottningholm

DRAGONER RESTE STENEN 1994

#### Ålsta rusthåll nr 16
Står vid Ålsta gård, Håbo-Tibble. Den siste rusthållaren Johan Vilhelm Alm högg denna sten.
Inskription: 
Framsidan: DESSA RYTTARE HAR TJÄNAT FÖR ÅLSTA RUSTHÅLL VID KUNGL LIVREGM TILL HÄST FRÅN KARL XI TID G.ÅHLFELT 1685 J.VIGH 1710 E.FRÖLING 1720 G.H.ÅHL 1727 J.ÅHLSTRÖM 1746 E.ÅHLSTRÖM 1767 C.BJÖRKMAN 1791 A.VESTLING 1799 G.SHILLGREN 1803 J.E.ÅHL 1823
Frånsidan: G.M.ÅHL 1835 E.BERG 1837 K.A.HURTIG 1870 J.F.STOLT 1872 C.G.ALM 1883 J.V.ALM 1886 ÄRHÖLL AFSKED 1937
DEN SISTA RYTTAREN OCH RUSTHÅLLARE RESTE STENEN TILL DE INDELTE RYTTARES MINNE ÅR 1939

#### Furir Alms ryttartorp
Står vid Almstugan utmed skjutfältsgränsen, Håbo-Tibble. Dragonen Johan Vilhelm Alm högg denna sten.
Inskription: 
Framsidan: PÅ DENNA PLATS MED OMKRÄTS HAR VARIT BOSTÄLLEN ÅT RYTTAREN FÖR ÅHLSTA RUSTHÅLL VID SIGTUNA SKVADRON AF KUNGL LIV REGMENT TILL HÄST. DEN SISTA RYTTAREN FURIREN 816 J V ALM RESTE STENEN TILL MINNE AV DEN INDELTE SOLDATEN ÅT KOMMANDE SLÄGKTEN ÅR 1938
Frånsidan: E.M.SKÖLD, C.A.KARLSSON, F. HECKSCHER VAR DE SISTA RUSTHÅLLARE'

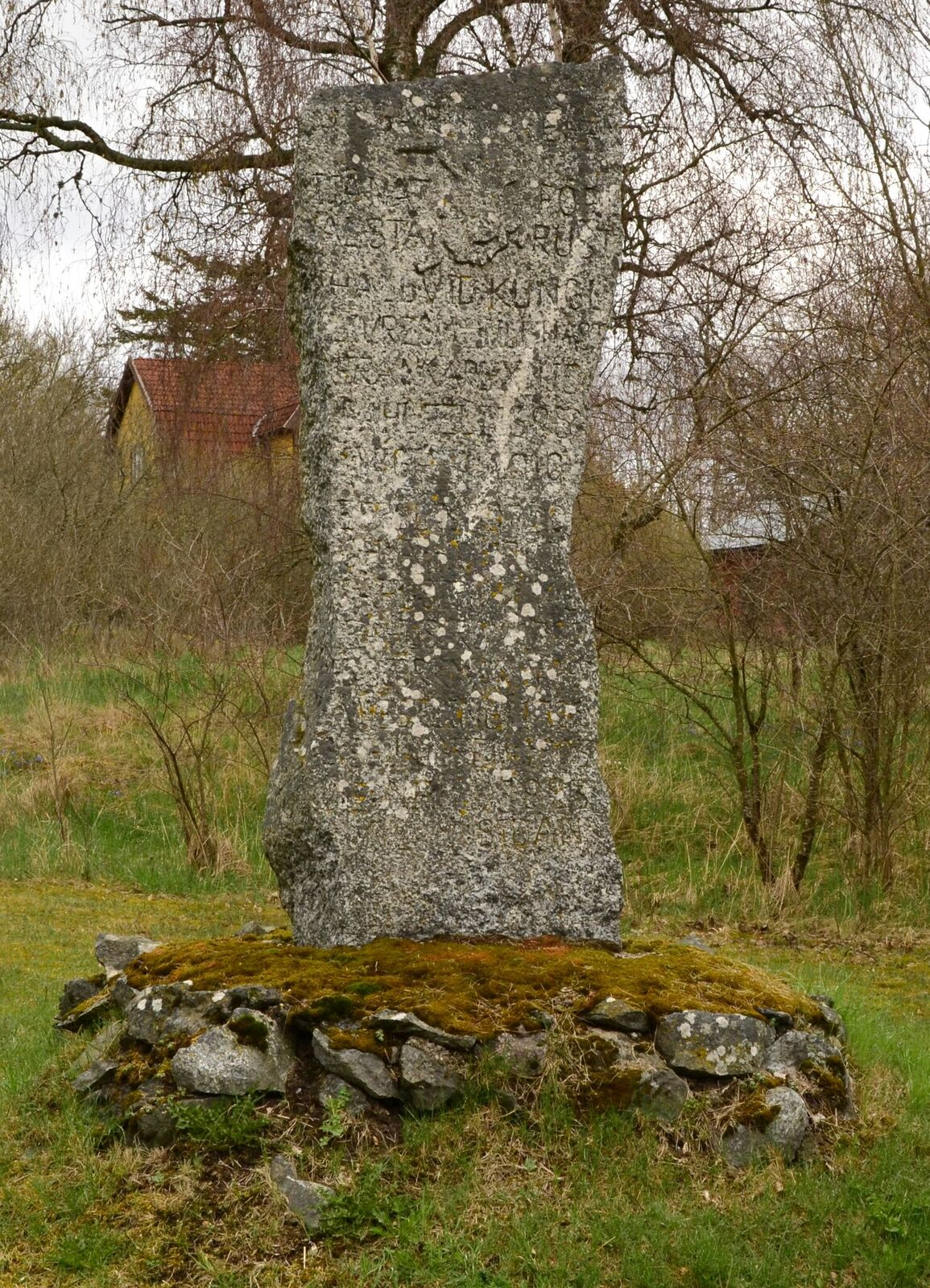
Ålsta rusthåll nr 16
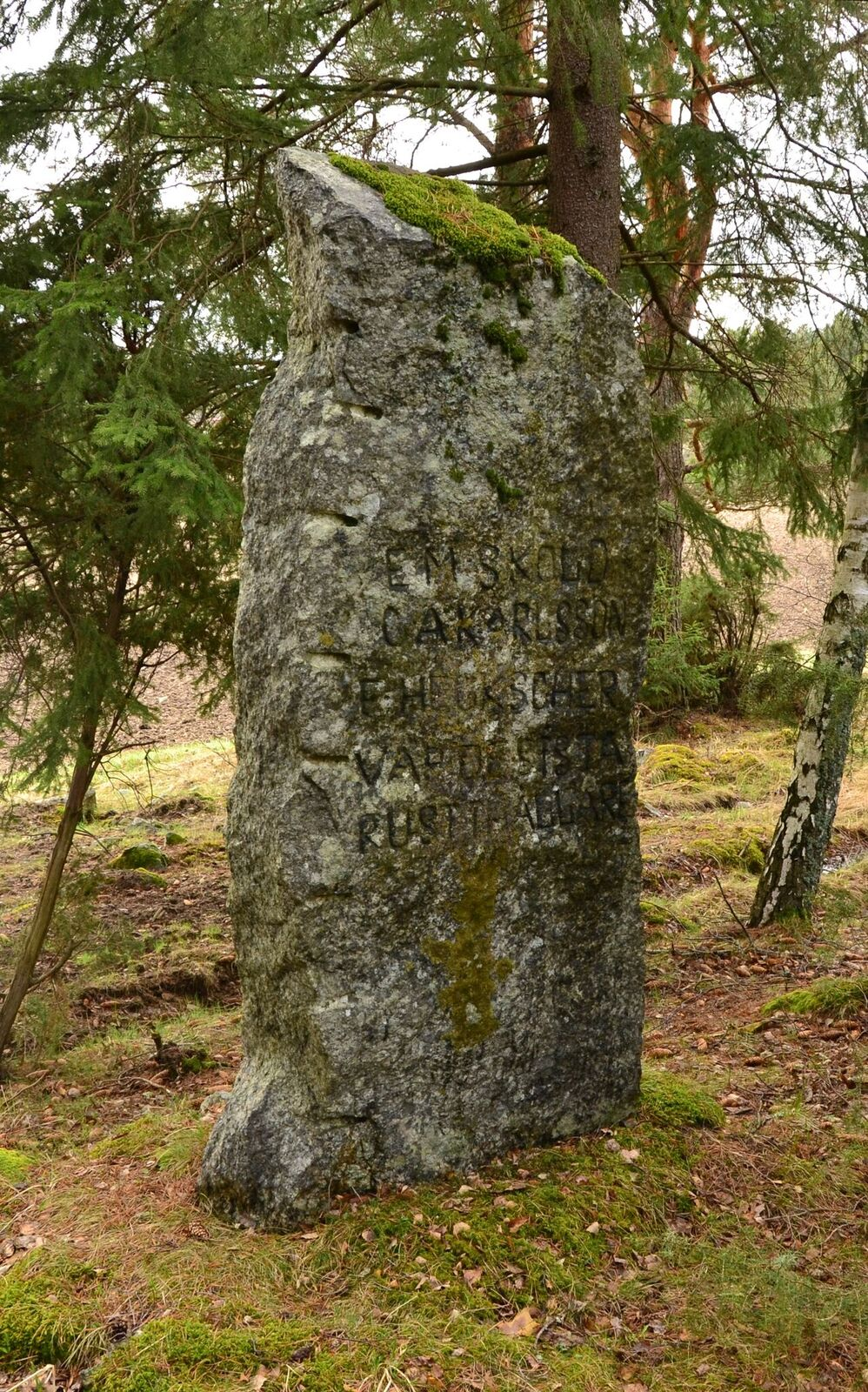
Stenen vid furir Alms ryttartorp

## Fasadplaketter

### Svea Livgardes plakett på Linnégatan
Sitter på gamla kanslihuset på Linnégatan, på fasaden till höger om huvudingången.
Inskription: Kungl Svea Livgarde var här förlagt 1888-1946

### Svea Livgardes plakett i Solna
Sitter på gamla kanslihuset i Sörentorp, på fasaden till höger om huvudingången.
Inskription: Kungl Svea Livgarde var här förlagt 1946-1970

### Livgardets till Häst plakett på Storgatan
Sitter på västra fasaden på östra stallet vid kasernerna på Storgatan.
Inskription: Dessa byggnader uppförda åren 1805-1817 efter ritningar av Fredrik Blom hava tjänat som förläggning åt följande regementen 
×××
Kongl. Livgardet till Häst 1811-1897
Kongl. Andra Svea Artillerireg. 1897-1901
Kungl. Vaxholms Grenadjärreg. 1902-1906
Kungl. Positionsartillerireg. 1903-1927

### Livgardets till Häst grundstensplakett på Storgatan
Sitter på östra gaveln på kanslihuskasernen på Storgatan.
Inskription: Grundstenen till denna caserne byggnad för kongl Livgardet till Häst lade på konungens befallning arfprinsen hertigen af Södermanland Joseph Frans Oscar öfwerste af samma regemente den 15 junii 1815

### Livgardets till Häst plakett på Lidingövägen
Sitter i valvet på kavallerikasernen på Lidingövägen.
Inskription: Denna kasernbyggnad är uppförd för Kungl. Livgardet till häst 1894-1897. Under H. Maj:t Konung Oscar II:s direkta befäl inmarscherade regementet i kasernen den 25 september 1897 och var här förlagt till år 1928

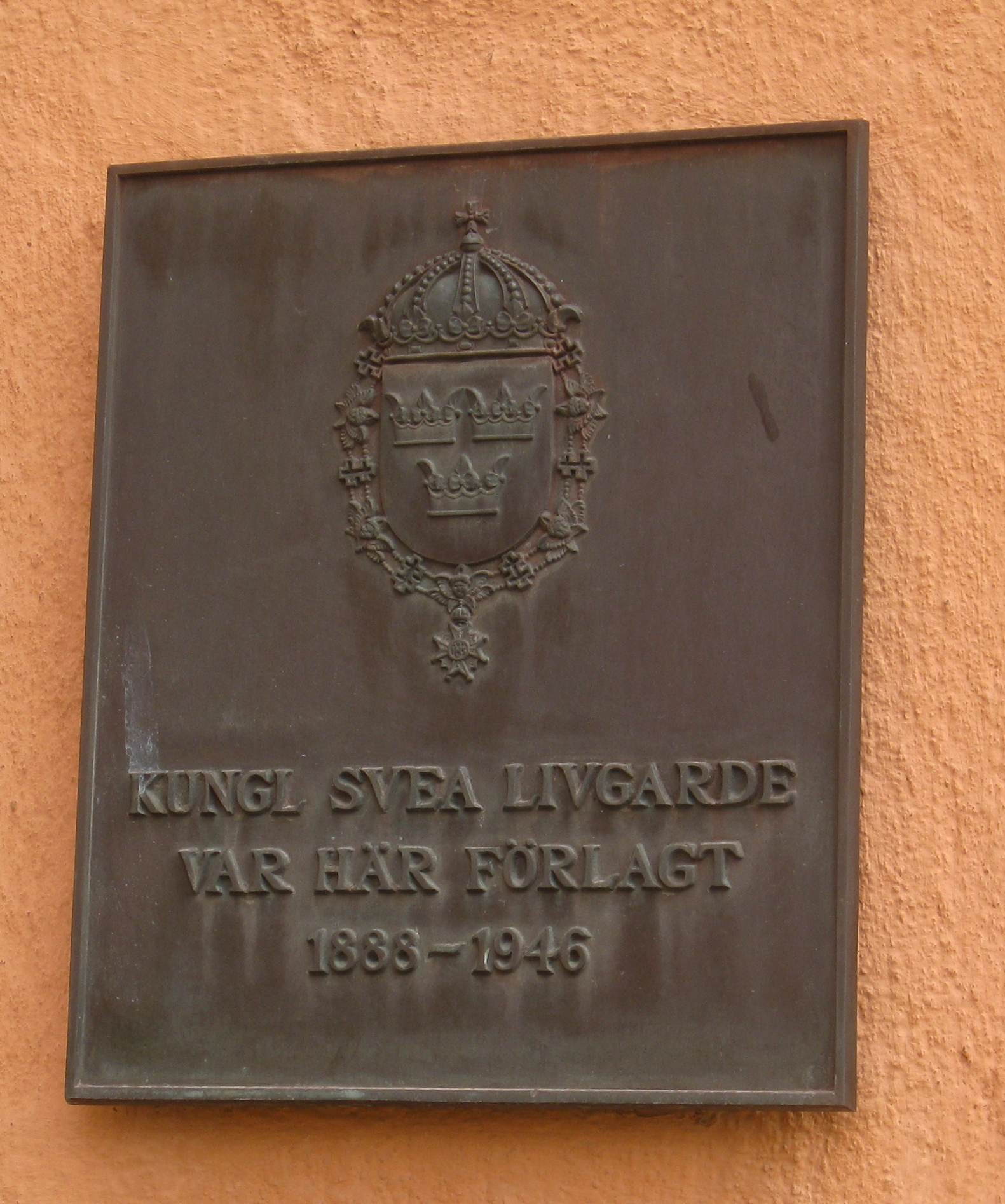
Svea Livgardes minnesplakett på kanslihusets fasad på Linnégatan.
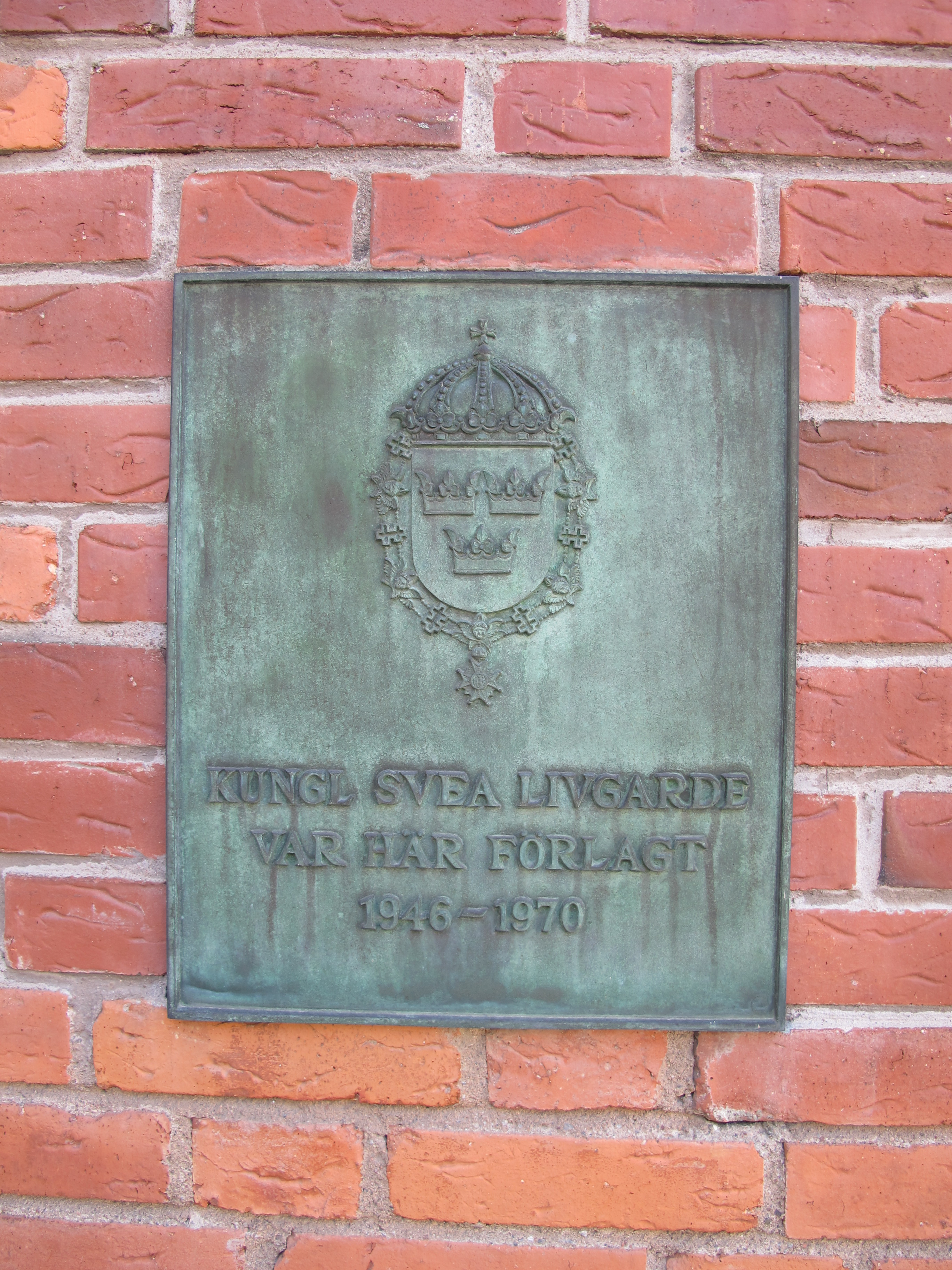
Svea Livgardes minnesplakett på kanslihusets fasad vid Sörentorp.
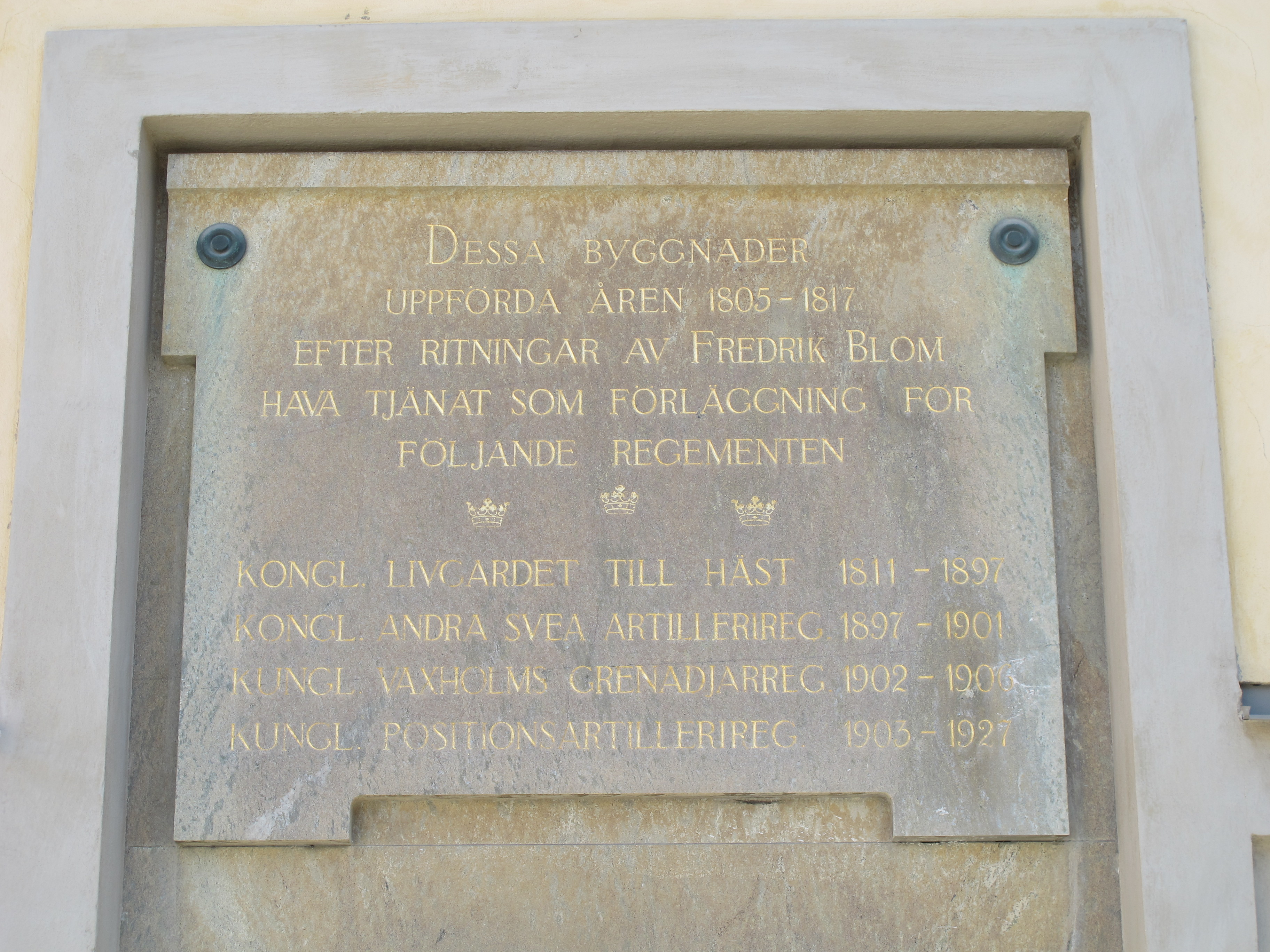
Livgardets till häst minnesplakett på östra stallet på Storgatan.
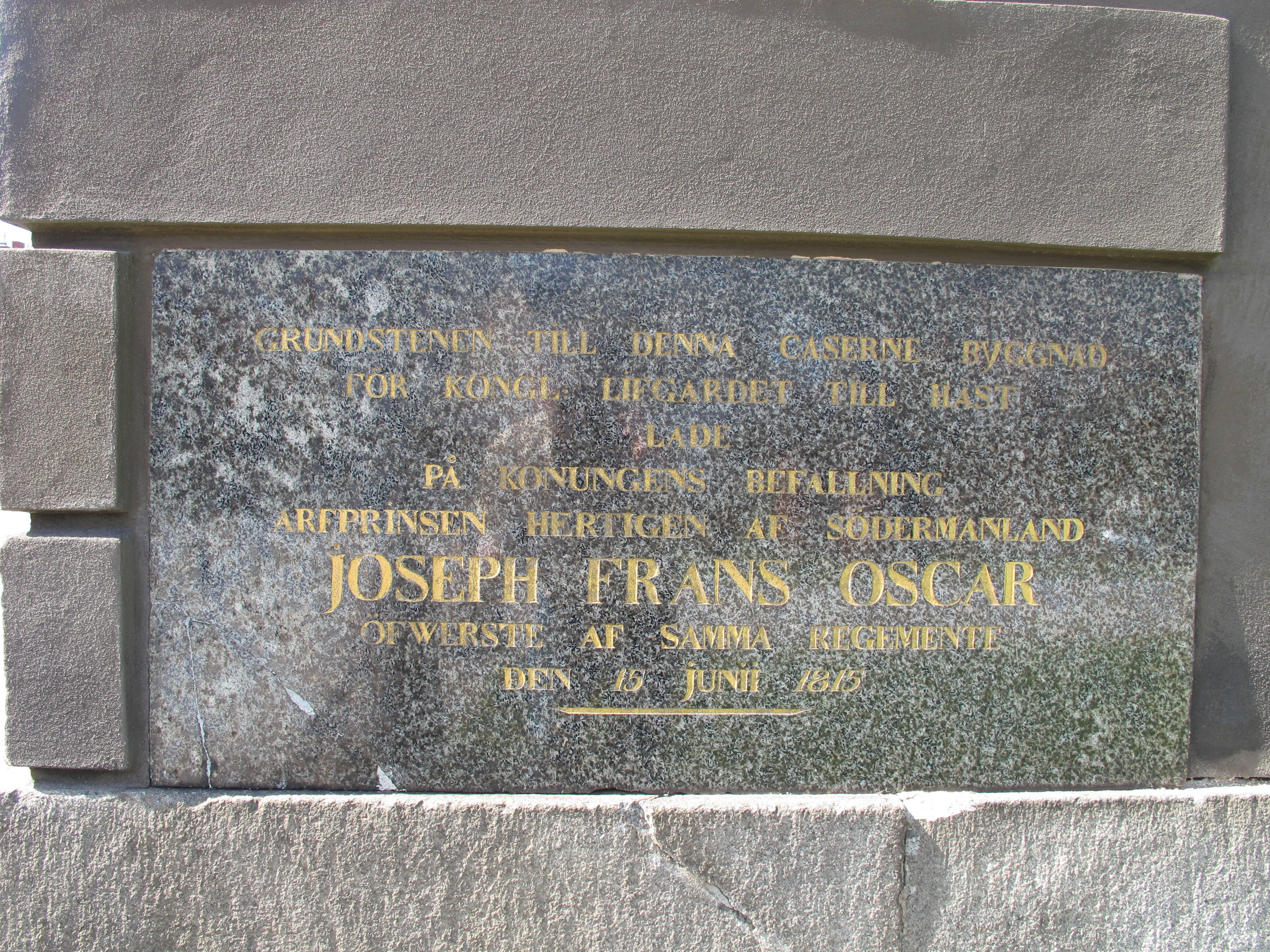
Livgardets till Häst grundstensplakett på kasernen vid Storgatan